# St. Johann (Seyboldsdorf)
Koordinaten: 48° 28′ 54,7″ N, 12° 20′ 25,8″ O
Die römisch-katholische Pfarrkirche St. Johannes Baptist und St. Johannes Evangelist (kurz: Pfarrkirche St. Johannes oder Pfarrkirche St. Johann) im Ortsteil Seyboldsdorf der Stadt Vilsbiburg im niederbayerischen Landkreis Landshut ist ein spätgotischer Kirchenbau, der in der zweiten Hälfte des 15. Jahrhunderts errichtet wurde. Seyboldsdorf bildet heute einen Pfarrverband mit der Pfarrei Maria Immaculata in Dietelskirchen.

## Geschichte
Die Geschichte der Pfarrkirche ist untrennbar mit dem bayerischen Uradelsgeschlecht von Seyboldsdorf verbunden, das das Präsentationsrecht innehatte, einige Benefizien stiftete und ab 1340 seine Grablege vom Kloster Raitenhaslach hierher verlegt hatte. An der nördlichen Außenseite und im Innenraum befinden sich rund 35 Grabdenkmäler derer von Seyboldsdorf, die auf dem benachbarten Schloss residierten. Auf den Schlusssteinen im Gewölbe der Kirche befinden sich die Allianzwappen der Seyboldsdorfer und die Wappen der angeheirateten Gattinnen, welche am Haupteingang um 1340 beginnen und sich dann bis zum Hochaltar ziehen und vom Seitenschiff bis unter die Empore chronologisch weiterverlaufen. Der mittlere Schlussstein im Emporengewölbe trägt das Wappen des
Über den Vorgängerbau der heutigen Pfarrkirche ist wenig bekannt. Erstmals erwähnt wurde die Pfarrei 1326 und 1350 als Teil des Dekanats Kirchberg bzw. 1346, als Heinrich der Seyboldsdorfer ein Messbenefizium in der Kirche stiftete. Das Patrozinium legt jedoch nahe, dass die Kirche schon viel früher als Taufkirche diente. Die heutige Pfarrkirche ersetzte in der zweiten Hälfte des 15. Jahrhunderts diesen Vorgängerbau. Der im spätgotischen Stil ausgeführte Bau bestand ursprünglich aus einem Hauptschiff und der Liebfrauenkapelle, die zunächst keine offene Verbindung zum Kirchenschiff besaß. Letztere entstand um 1500, also etwas später als das Hauptschiff. Das Gotteshaus enthielt vier Altäre; 1665 wurden diese erstmals genannt: 1. Johannes Baptist und Johannes Evangelist; 2. selige Jungfrau Maria; 3. vierzehn Nothelfer und hl. Sebastian; 4. hl. Erasmus, St. Katharina, St. Agnes, hl. Walburga und hl. Afra. 1725 kam durch die Vermittlung des Freiherrn Hermann von Seyboldsdorf eine Reliquie des Katakombenheiligen und Märtyrers Maximilianus von Numidien nach Seyboldsdorf, welche noch heute am nördlichen Seitenaltar zu sehen ist.
Der Turm wurde 1648 von den abziehenden Schweden in Brand gesetzt und brannte zur Hälfte nieder. Um 1700 dürfte er eine barocke Zwiebelhaube erhalten haben. Dies ergibt sich aus dem Kupferstich von Michael Wening aus der Zeit um 1710. Im Jahr 1758 wurde eine neue Zwiebelkuppel aufgesetzt, welche bereits 1865 durch den heutigen Spitzhelm ersetzt wurde. 1866 oder 1867 schuf der ortsansässige Schreiner Johann Alezee einen neuen neugotischen Hochaltar. 1881 fertigte der Landshuter Bildhauer Johann Schuler drei neugotische Seitenaltäre, an deren Fertigstellung auch der Maler Pfaffenzeller, der Bildhauer Joseph Franz Baumeister und der Fassmaler Rössner beteiligt waren. 1884 wurde die Raumschale von dem Eggenfeldener Maler Georg Haberland umgestaltet.
Von 1903 bis 1915 wurden An- und Umbauten durchgeführt, wobei das Langhaus um ein Joch (4,5 Meter) nach Westen verlängert, die Trennung zwischen Haupt- und Seitenschiff entfernt und der nördliche Seiteneingang mit Portal errichtet wurde. Zudem wurde bei diesen Arbeiten das gesamte Gewölbe abgetragen und in den alten Formen wieder neu aufgebaut. Von 1908 bis 1912 schuf der Münchner Architekt und Kirchenmaler Joseph Elsner junior die Decken- und Wandbemalung. Dabei entstanden farbenprächtige florale und ornamentale Wandmalereien sowie drei Darstellungen von Posaunenengeln. 1912 wurde der rechte Seitenaltar durch eine neugotische Kanzel ersetzt. 1915 entstand der nördliche Seiteneingang mit Portal. Bereits am 6. Juli 1912 war das Gotteshaus von Bischof Anton von Henle neu geweiht worden. 1956 wurde die Innenbemalung von Elsner weiß übertüncht und 1978 die Schieferdeckung des Langhauses durch ein Ziegeldach ersetzt. In den Jahren 1997 bis 1999 fand eine erneute Außenrenovierung und 2003 eine Innenrenovierung der Kirche statt, bei der die neugotischen Wandmalereien von Elsner wieder freigelegt wurden. Im Jahr 2003 lebten auf dem Gebiet der Pfarrgemeinde 760 Katholiken und 40 Nicht-Katholiken.

## Architektur

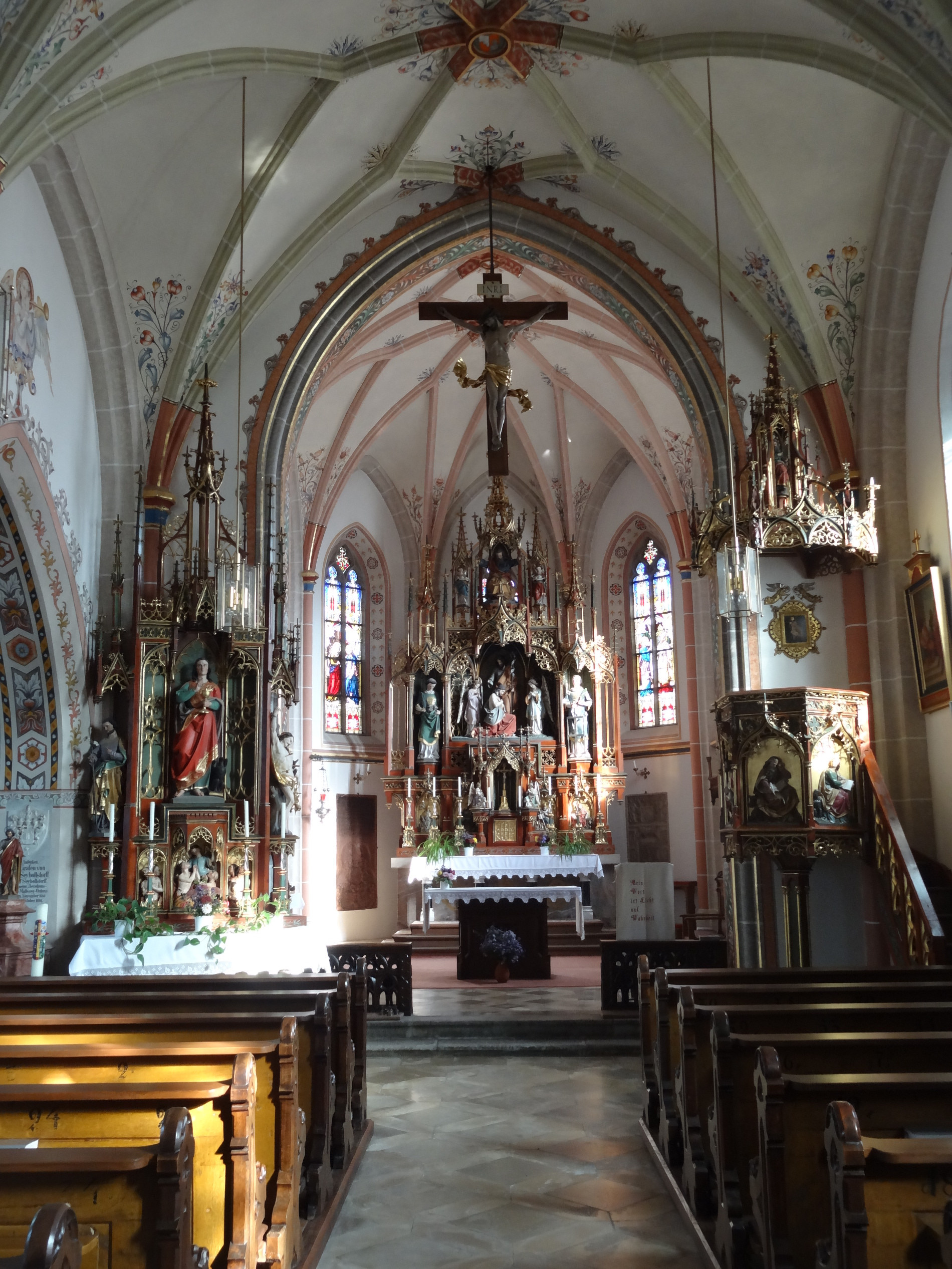
Hauptschiff

Die Pfarrkirche mit Ostung ist eine spätgotische Saalkirche mit nordseitig angefügtem Seitenschiff und der Liebfrauenkapelle, die erst Anfang des 20. Jahrhunderts eine offene Verbindung zum Hauptschiff über spitze Scheidbögen erhielt. Dadurch ergibt sich ein asymmetrischer Grundriss, der zwar für einen hiesigen Kirchenbau ungewöhnlich ist, in diesem Fall aber historisch begründet werden kann. Das Langhaus umfasst vier Joche, ebenso das nördliche Seitenschiff. Der Chor mit zwei Jochen schließt an drei Seiten des Oktogons. Dabei besitzt der Chor die Breite des Hauptschiffes, ist aber durch den Chorbogen merklich eingezogen. Im hintersten Joch des Hauptschiffes ist die dreiachsig unterwölbte Orgelempore eingezogen, die vermutlich um 1500 entstanden ist. Die spitzbogigen Fenster sind zweiteilig ausgeführt und enthalten modernes Maßwerk. Während das Langhaus bis auf die Fensteröffnungen außen weitgehend ungegliedert ist, wird das Altarhaus durch Strebepfeiler und einen Dachfries belebt. An den Chorraum ist auf der Nordseite die zweistöckige Sakristei angebaut, deren Obergeschoss sich als Oratorium in den Altarraum öffnet.
Der Turm befindet sich auf der Westseite. Durch das netzrippengewölbte Turmerdgeschoss und das spitzbogige Kirchenportal mit Rundstabprofilierung betritt man das Gotteshaus. Diese alte Vorhalle öffnet sich nach Norden und Süden im Spitzbogen mit dreifach gestufter und gefaster Außenlaibung. Im Norden wurde 1915 daran anschließend ein kleiner Vorbau errichtet, der auch ein Portal zum nördlichen Seitenschiff enthält. Der viergeschossige Turmunterbau über quadratischem Grundriss wird im zweiten und dritten Geschoss durch paarweise angeordnete Spitzbogenblenden gegliedert, im vierten Geschoss durch Rundbogenblenden in gleicher Konfiguration. Darauf ist ein achteckiger Oberbau aufgesetzt, der den Glockenstuhl mit insgesamt vier Glocken enthält. Die drei kleineren Glocken stammen aus dem Jahr 1649, die schwerste wurde 1948 angeschafft. Oberhalb eines umlaufenden Frieses bildet ein im 19. Jahrhundert aufgesetzter Spitzhelm mit Kugel und Kreuz den oberen Abschluss. Die Turmhöhe beträgt 52 Meter; davon sind 30,4 Meter Mauerwerk, 17,0 Meter entfallen auf die Pyramide und 4,6 Meter auf die Spitze.
Das Kircheninnere wird von einem spätgotischen Netzrippengewölbe mit spitzen Schildbögen überspannt, welches auf Wandpfeilern mit Rundstabprofilen ruht. Die Rundstäbe gehen oberhalb von halben Achteckskapitellen in die Gewölberippen über. Im Seitenschiff sind die Kapitelle halbrund ausgeführt und mit Blattwerk verziert. Auch der spitze Chorbogen zeigt an den Kanten beiderseits Rundstabprofile. Die Orgelempore wird von zwei achteckigen Stützpfeilern getragen, deren quadratische profilierte Kämpfer übereck gestellt sind. Außerdem sind diese wie auch die Schlusssteine des Gewölbes mit Wappen besetzt. Der Raum unterhalb der Empore ist ebenfalls von einem Netzgewölbe überspannt und öffnet sich mittels dreier Stirnbögen zum Hauptschiff.

## Ausstattung

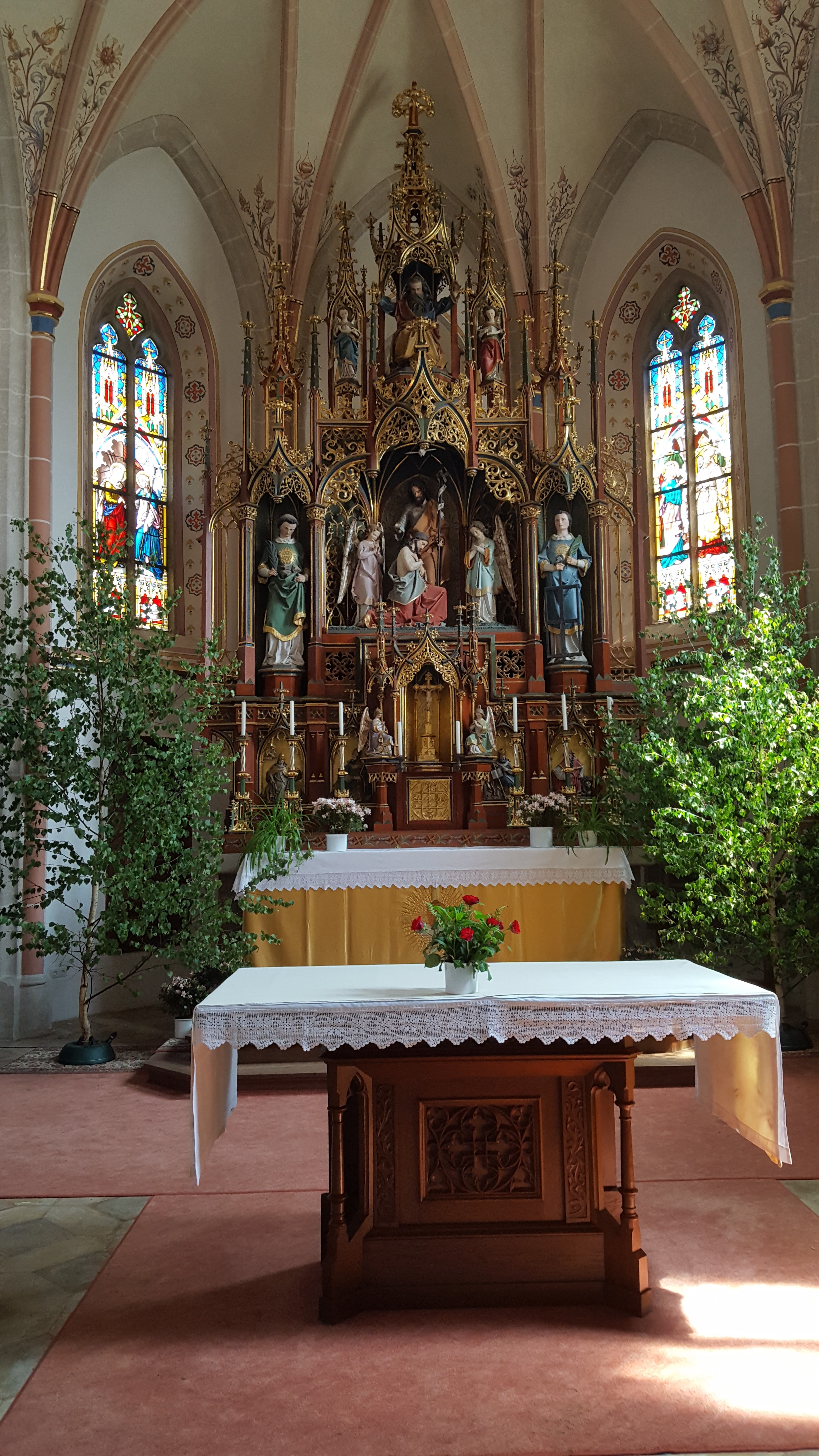
Hochaltar (1867)

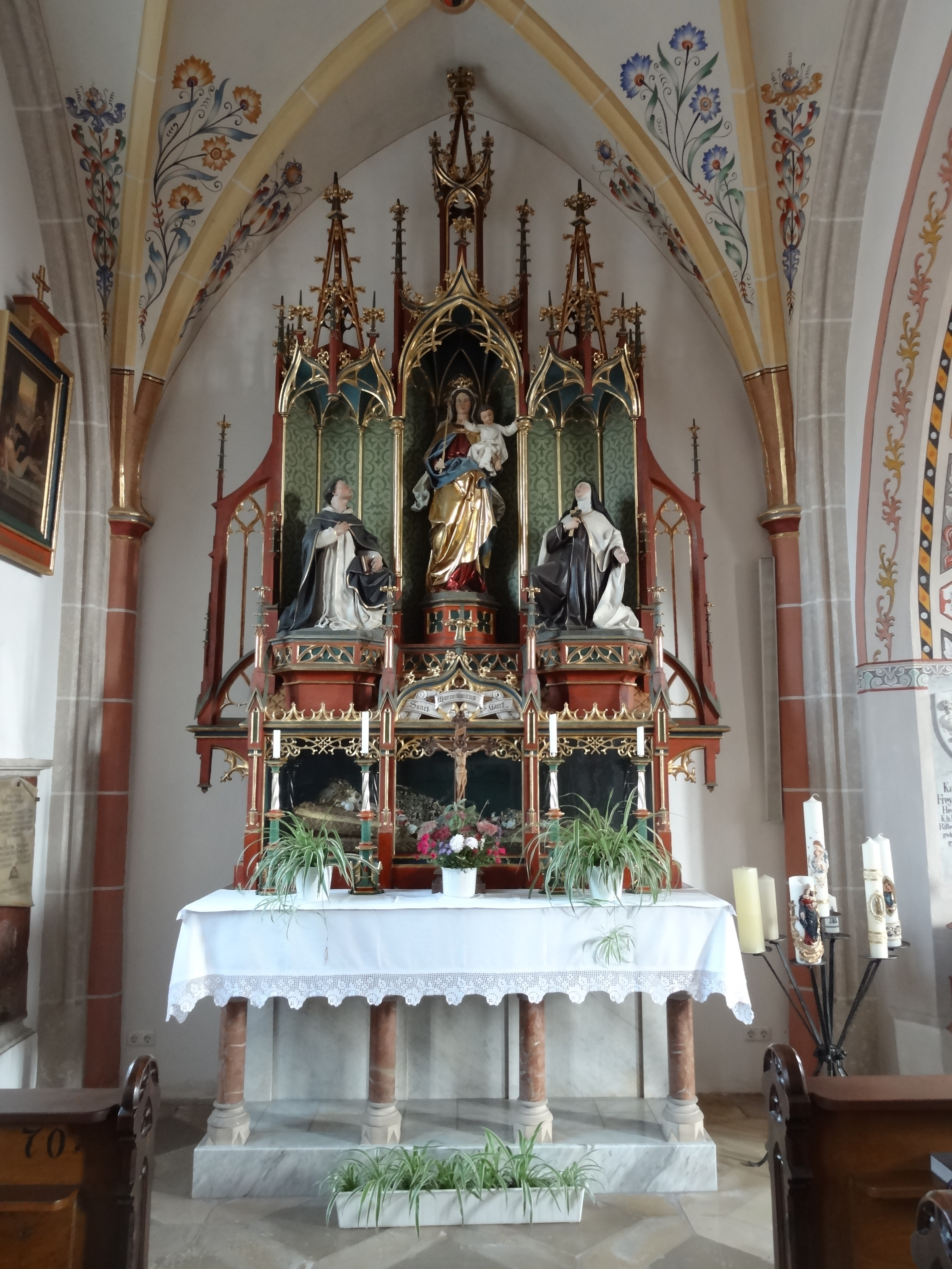
Linker Seitenaltar (1912) im Seitenschiff mit Reliquienschrein des heiligen Maximilianus von Numidien (1725)

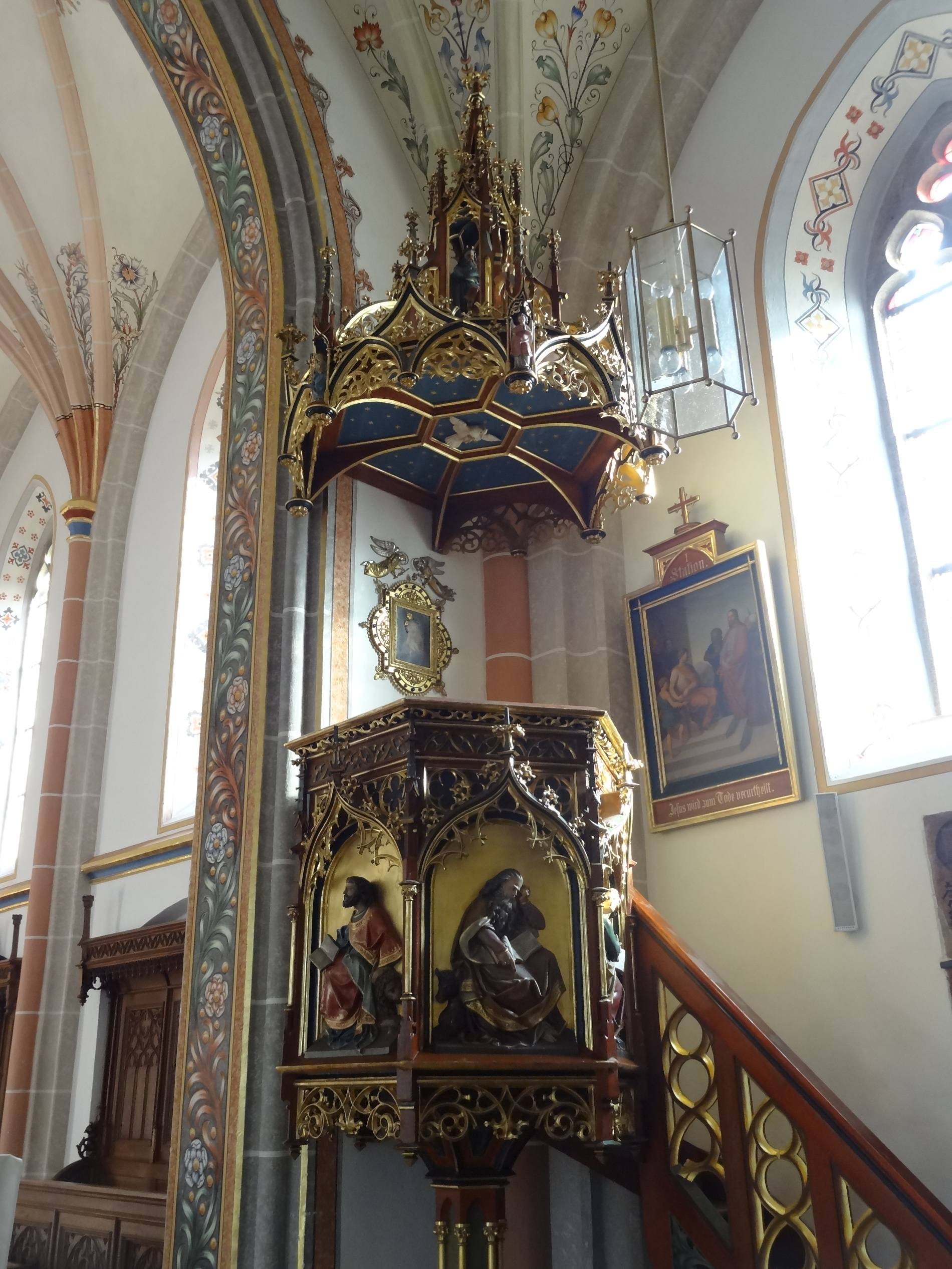
Neugotische Kanzel (1912)

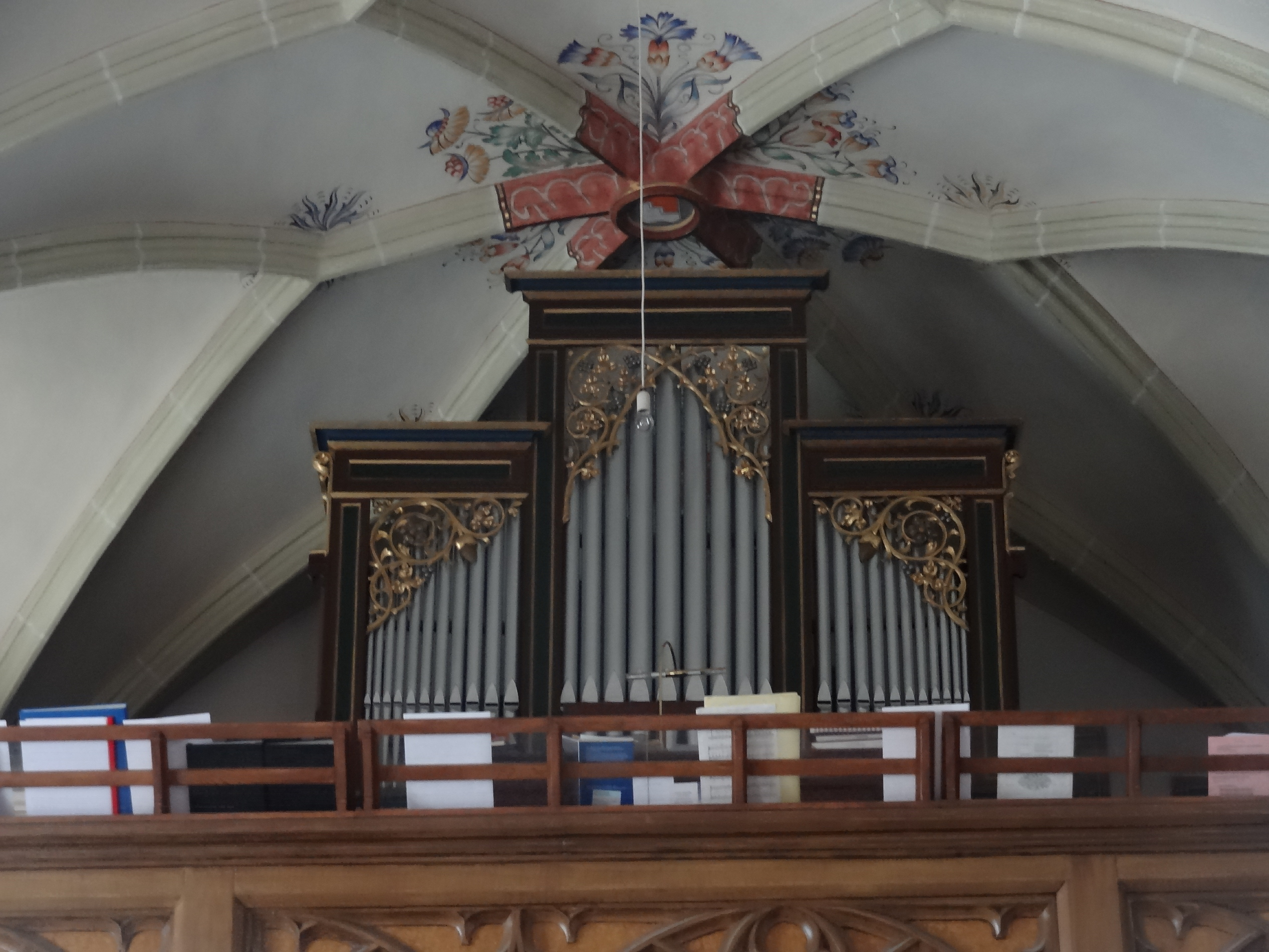
Orgel von Ignaz Weise, Plattling (1911)

- Der Hochaltar wurde 1867 vom ortsansässigen Schreiner Johann Alezee gefertigt. Die Mensa ruht auf vier schwarzen Marmorsäulen. Darauf befindet sich der von zwei Anbetungsengeln flankierte Tabernakel. In der Predellazone sind im Halbrelief gefertigte Büsten der vier Kirchenväter Ambrosius, Hieronymus, Augustinus und Gregors des Großen zu sehen. An zentraler Stelle befindet sich eine vom Vilsbiburger Maler Balthasar Clauser gefasste Figurengruppe der Taufe Jesu durch Johannes den Täufer. Die Darstellung wird flankiert von den hll. Diakonen Stephanus (links) und Laurentius (rechts). Im Altarauszug ist eine Figurengruppe, bestehend aus Gott Vater und zwei stehenden Engeln, zu sehen.[5]
- Chorgestühl im Chorraum wurde 1910 vom ortsansässigen Schreinermeister Joseph Zehentbauer geschaffen, von dem auch die 1907 gefertigten Schnitzarbeiten in der Sakristei stammen.
- Das Kommuniongitter trennt das Langhaus vom Chorraum. Das Chorbogenkruzifix, das einen Christus mit faltigem Lendenschurz zeigt, wurde 1765 vom Vilsbiburger Bildhauer Johann Paul Wagner geschaffen und ein Jahr später vom Vilsbiburger Maler Balthasar Clausner gefasst.
- Die 1884 von der Münchner Hofglasmalerei Franz Xaver Zettler gefertigten Chorfenster stellen Heimsuchung Mariens (links) und die Verkündigung an Zacharias über die Geburt des Täufers (rechts) dar.[6]
- Zur linken Seite des Chorbogens im Hauptschiff befindet sich der neugotische Arme-Seelen-Bruderschaftsaltar. Dargestellt ist die Mutter Gottes, die von den hll. Josef (links) und Sebastian (rechts) flankiert wird.
- Der Altar in der Liebfrauenkapelle zeigt den Evangelisten Johannes umgeben von Ordensleuten, einem Mönch und einer Nonne. Er enthält die 1725 von Graf Hermann von Freyen-Seyboltstorff gestiftete, sehr gut erhaltene Reliquie des Maximilianus von Numidien. Der Reliquienschrein wird durch den Tabernakel mit aufgesetztem Reliefbild der vierzehn Nothelfer teilweise verdeckt.[5]
- Die 1912 hergestellte neugotische Kanzel wurde rechts des Chorbogens anstelle des rechten Seitenaltares angebracht. Der Korpus wird von den geschnitzten Halbreliefs der vier Evangelisten geschmückt und wird überdacht von einem reich verzierten Schalldeckel.[5]
- Der spätgotische Taufstein aus dem Jahre 1511 wurde 1868 mit einem Holzmantel umgeben, da er stark beschädigt war. Auf dem Taufsteindeckel befindet sich eine Statuette Johannes’ des Täufers, welche 1763 vom Vilsbiburger Bildhauer Johann Paul Wagner geschaffen wurde.[5]
- Zu beiden Seiten des Hauptschiffes befindet sich am Pfeiler zwischen dem ersten und zweiten Joch von Osten eine Heiligenfigur auf einer Konsole. Auf der linken Seite ist Christus in der Rast zu sehen, ein Geschenk von Joseph Elsner junior aus dem Jahr 1934, rechts der hl. Bruder Konrad von Parzham, gestiftet von dem Altöttinger Bildhauer Girlich.
- Das Kirchengestühl und die Beichtstühle fertigte der ortsansässige Schreiner Johann Alezee im Jahr 1868.
- Die Gemälde der Kreuzwegstationen wurden 1883 vom Münchner Maler Forderer, die Bilderrahmen vom Schreiner Alezee geschaffen.[6]

### Orgel
Die Orgel besitzt ein dreiteiliges klassizistisches Gehäuse, das 1795 von dem Orgelbauer Joseph Schweinacher aus Landshut errichtet und 1845 von seinem Nachfolger Johann Ehrlich klassizistisch umgebaut wurde. Dabei baute Ehrlich ein Orgelwerk mit sechs Registern auf einem Manual und Pedal ein. Das heutige Werk besitzt insgesamt zehn Register auf zwei Manualen und Pedal. Es wurde am 21. August 1911 von der Firma Ignaz Weise aus Plattling eingebaut. Im Jahr 2015 wurde das pneumatische Kegelladeninstrument von dem Orgelbauer Christian Meier aus Straubing restauriert. Es besitzt folgende Disposition:
| I Manual C–f3 |           |       |
| 1.            | Principal | 8′    |
| 2.            | Gedackt   | 8′    |
| 3.            | Gamba     | 8′    |
| 4.            | Mixtur    | 2 ⁄3′ |

| II Manual C–f3 |               |    |
| 5.             | Aeoline       | 8′ |
| 6.             | Salicional    | 8′ |
| 7.             | Vox coelestis | 8′ |
| 8.             | Clarinet      | 8′ |
| 9.             | Traversflöte  | 4′ |

| Pedal C–d1 |        |     |
| 10.        | Subbaß | 16′ |

- Koppeln: II/I, II/P, I/P Super I, Super II/I, Pedaloktavkoppel

## Grabdenkmäler
Innen und außen sind an den Kirchenmauern insgesamt 35 Grabdenkmäler für die verstorbenen Geistlichen und Adligen von Seyboldsdorf zu sehen. Die älteste Grabplatte stammt aus dem Jahr 1340. Bemerkenswert ist das Epitaph von Alexander Ludwig Reichsgraf von und zu Freyen-Seyboldsdorf († 1693), das im Innenraum an der südlichen Langhauswand angebracht ist. Auf dem Grabstein sind 32 verschiedene Wappenbilder, eine sogenannte Ahnenprobe, zu sehen.

## Kriegsnagelung von 1916
An der Innenwand der 1915 angebauten nördlichen Eingangshalle befindet sich oberhalb der Tür eine große Eichentafel mit zahlreichen eingeschlagenen Nägeln. Diese zeigen den Bayerische Militärverdienstorden und das Emblem des Königs Ludwig III., darunter das Wappen des Adelsgeschlechts der Seyboldsdorfer. Diese Form der Kunst, die Kriegsnagelung wurde im Ersten Weltkrieg erfunden und 1916 auch in Seyboldsdorf ausgeführt. Für jeden eingeschlagenen Nagel musste eine kleine Gabe geopfert werden, wie auch die Inschrift verkündet: „Zum Andenken an unsere Helden und um hilfsbereit zu sein, schlug man diese Nägel ein. – In Treue fest –“. Die Kriegsnagelung wurde 1916 von dem Seyboldsdorfer Schreiner Joseph Zehentbauer gefertigt. Vom Münchner Bildhauer Anton Kaindl wurde zu beiden Seiten je ein Flachrelief stuckiert. Die beiden Werke zeigen die Patrone der Nebenkirchen St. Georg in Geiselsdorf (links) und St. Michael in Giersdorf (rechts). Beide Heilige stehen für den Kampf gegen das Böse, das in Form von vielköpfigen Drachengestalten dargestellt wird.

## Umgebung

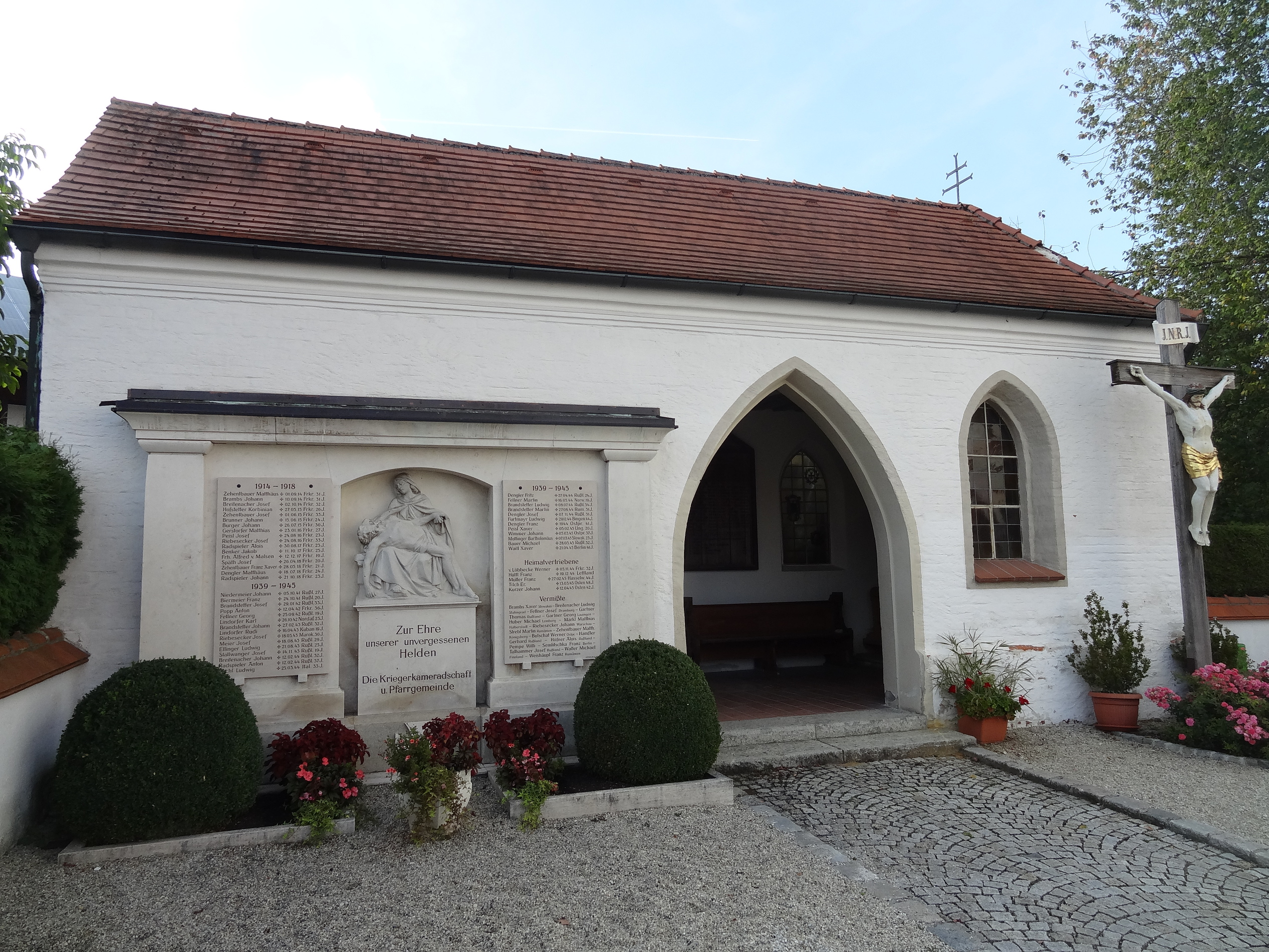
Friedhofskapelle mit Kriegerdenkmal (links) und Missionskreuz (rechts)

Die Kirche ist vom Ortsfriedhof umgeben, der von einer im 19. Jahrhundert errichteten Klinkermauer begrenzt ist. In ihr befinden sich in regelmäßigen Abständen Mauerpfeiler mit Ziegelspitzdächern. Auf dem Friedhof steht die Lourdeskapelle, die eine 1894 von Frater Ägidius Feistbauer aus Burghausen errichtete Lourdesgrotte beherbergt. Der kleine Ziegelbau mit Satteldach wird auch als Leichenhaus genutzt. Auf einer Holztafel sind in der Kapelle die Pfarrer und Primizianten aus der Pfarrei vermerkt. An der Außenseite sind Kriegergedenktafeln für die Gefallenen und Vermissten der beiden Weltkriege angebracht. Diese flankieren ein Granitrelief des Münchner Bildhauers Anton Kaindl, welches die Mater Dolorosa mit ihrem vom Kreuze abgenommenen Sohn zeigt. Vor der Kapelle steht ein großes Missionskreuz aus dem Jahr 1908.